# Comunità montana della Valle Seriana Superiore
La Comunità montana della Valle Seriana Superiore era una comunità montana della provincia di Bergamo in Lombardia. Con il Decreto Regionale n. 6840 del 26 giugno 2009 è stata fusa con la Comunità montana della Valle Seriana. La nuova Comunità Montana ha preso la denominazione di Comunità Montana della Valle Seriana (zona omogenea 8) con sede a Clusone.

## Comuni
La comunità era costituita da 20 comuni:
- Ardesio
- Castione della Presolana
- Cerete
- Clusone
- Fino del Monte
- Gandellino
- Gorno
- Gromo
- Oltressenda Alta
- Oneta
- Onore
- Parre
- Piario
- Ponte Nossa
- Premolo
- Rovetta
- Songavazzo
- Valbondione
- Valgoglio
- Villa d'Ogna

## Ultimo Presidente e Consiglio Direttivo

### Presidente
- Lucio Fiorina - Presidente della Comunità Montana Valle Seriana Superiore

### Assessori
- Francesco Moioli - Vicepresidente e assessore "Programmazione socio economica"
- Giorgio Capovilla - Assessore "Servizi sociali"
- Stefano Savoldelli - Assessore "Ambiente - territorio"
- Carlo Seghezzi - Assessore "Agricoltura - forestazione - lavori pubblici"
- Amedeo Tomasoni - Assessore "Turismo - sport"
- Benvenuto Morandi - Assessore "Bilancio"